# Tattendorf
Tattendorf es un municipio situado en el distrito de Baden, en el estado de Baja Austria, Austria. Tiene una población estimada, a inicios de 2023, de 1409 habitantes.
Está ubicada al este del estado, a poca distancia al sur de Viena y al oeste de la frontera con el estado de Burgenland.